# Байгурезь
Байгуре́зь (інша назва Бакгуре́зь) — високий пагорб-гора в Дебьоському районі Удмуртії, Росія. Пагорб розташований на правому березі річки Чепца за 2 км на північний захід від села Дебьоси. В кінці 1970-их років пагорб отримав статус природного пам'ятника Удмуртії геоботанічного та геологічного вмісту.
З боку річки пагорб обривається крутим схилом. Десятки тисяч років тому земна поверхня була вище, води древньої Чепци поступово розмивали гірські породи, з яких були складені береги та дно річки. При цьому одні породи протягом тисячоліть легко розчинялись, інші розмивались, перетворювались на пісок, гравій та гальку, треті залишались цілими. Вийшло так, що річка «вгризлась» в землю, все більше і більше оголюючи її надра на правому березі. Крутий схил має різні кольори і складений окремими шарами. Серед них можна зустріти вапняк, доломіт, мергель, глауконітову глину, пісковик.
Максимальна висота берегового обриву близько 20 м. Такі високі круті борти зрілої заплавної долини, які підмиваються річкою, називаються ярами або горами. Складені горизонтальними покладами різнокольорових порід (глини, аргіліти, алевроліти) татарського ярусу пермської системи. Залишковий пагорб вкритий хвойно-широколистими лісами.
У перекладі з удмуртської мови Байгурезь означає «багата гора», що вказує на її природну красу. Інша назва — Бакгурезь — означає «німа гора». Про походження цієї назви існують декілька версій. За однією з них біля підніжжя жив німий мельник, який мав свій млин. До нього приїжджали молоти борошно з сусідніх поселень. За іншою легендою німий чоловік раз на рік саме тут міг говорити. Для цього йому треба було піднятись на вершину і випити чарку кумишки. При цьому треба було дотримуватись ще двох правил — чарку треба було тримати в руці і не розплескати ні краплини та дар мови він отримував лише в місяці інвожо (червень) в дні сонцестояння вожодир.
За даними археологів тут в останній третині 1-го тисячоліття в епоху раннього середньовіччя знаходилось городище, яке відносилось до поломської археологічної культури.